# 怀远街道
怀远街道是中华人民共和国陕西省榆林市横山区下辖的一个街道办事处。

## 行政区划
怀远街道下辖以下村级行政区划单位：
官元峁社区、能源路社区、自强路社区、羊肚则湾社区、郭新庄社区、柴兴梁村。